# Papilio paris
Papilio paris és una espècie de lepidòpter papilionoïdeu de la família dels papiliònids (Papilionidae). Viu en les selves de l'Índia, Tailàndia i part d'Indonèsia.
Té una envergadura d'entre 8 i 13,5 centímetres. Els seus elements més cridaner són unes grans taques blaves que destaquen enmig d'unes ales negres, emmarcades en una estreta franja de punts verdosos i groguencs.